# Araceli
Araceli é um município de  quarta classe de renda municipal (d) na província de Palauã, nas Filipinas. De acordo com o censo de 1 de maio  de  2020 possui uma população de 14 434 pessoas e 3 505 domicílios.